# Акматбаев, Рысбек Абдымаликович
Рысбек (Рыспек) Абдымаликович Акматбаев (6 июля 1960, Чолпон-Ата, Иссык-Кульская область — 10 мая 2006) — лидер одной из наиболее мощных ОПГ в Кыргызстане с начала 1990-х гг в постсоветском независимом Кыргызстане. На родине считается кыргызским Робин Гудом и «крёстным отцом Иссык-Куля». Возглавлял созданную им ОПГ вплоть до своей смерти. Вёл активную политическую деятельность в Кыргызстане, легализовался (все уголовные дела в его отношении были отменены), выиграл депутатские выборы в парламент Кыргызстана (Жогорку Кенеш). Был убит при выходе из мечети в поселке Кок-Жар близ Бишкека, где находился в благотворительных целях.

## Биография
Родился 25 мая 1962 года в г. Чолпон-Ата Иссык-Кульской области (Киргизская ССР).
Дважды судим. Окончил Киргизский государственный институт физической культуры. Мастер спорта по боксу. Имел судимость,  которую отбывал в колонии общего режима. Несмотря на тиражируемые слухи о заключении Акматбаева  в спецзоне для особо опасных преступников «Белый лебедь», это не соответствует действительности. 
- В 1993—1997 годах при его спонсорской поддержке был построен мемориал в честь Чолпон-Ата
- Известны 2 факта совершения вооружённых покушений на него.
  - В 1996 году, в него стреляли из гранатомёта «Муха».
  - В июне 2000 года в ущелье киллеры от Бекболотова Адылкана погнавшись за машиной, ранили его в ногу, но ему удалось скрыться в придорожных зарослях камыша.

С 2001 года находился в розыске по подозрению в тройном убийстве.
- Весной 2017 года при таинственных обстоятельствах погиб сын Орозбек Акматбаев (Жусупов)  до этого в 1985-х была убита  Бекболотовой Адылканом первая его жена.
- Летом 2005 года, до этого 4 года находившийся в розыске, пришёл на приём к Генеральному прокурору КР Канымкуль Бекболотову и утверждал, что не совершал преступлений, в которых его обвиняло брат Канымкуля Бекболотовы Адылкан Бекболотов.
- В октябре 2005 года при посещении исправительной колонии в Молдовановке был убит его брат, депутат Жогорку Кенеша КР Тынычбек Акматбаев.
- В декабре 2005 года был избран президентом Федерации фехтования КР.
- В январе 2006 года оправдан

с поддержкой Канымкуль Бекболотовой Первомайским судом.
- В апреле 2006 года выиграл депутатские выборы в Жогорку Кенеш КР.

Убит 10 мая 2006 года киллерами Адылкана Бекболотовы.